# Distrito electoral local 13 de la Ciudad de México
El XIII Distrito Electoral Local de Ciudad de México es uno de los 33 distritos electorales locales en los que se encuentra dividido el territorio de Ciudad de México. Su cabecera es la alcaldía Miguel Hidalgo.

## Ubicación
Abarca todo el territorio de la alcaldía. Limita al norte con el distrito V de Azcapotzalco, al sur con el distrito XVIII de Álvaro Obregón, al este con el distrito XII en la alcaldía Cuauhtémoc, al sureste con el distrito XVII de Benito Juárez y al oeste con Naucalpan y Huixquilucan, municipios del Estado de México.

### Congreso de la Ciudad de México (desde 2018)
| Diputado                 | Grupo parlamentario | Legislatura | Periodo     |
| ------------------------ | ------------------- | ----------- | ----------- |
| Federico Döring Casar    |                     | I           | 2018 - 2021 |
| América Rangel Lorenzana | II III              | 2021 -      |             |

## Resultados electorales

### 2021
|  | 49.07 % |

|  | 28.82 % |

|  | 11.42 % |

|  | 2.5 % |

|  | 1.27 % |

|  | 0.69 % |

|  | 0.57 % |

|  | 0.57 % |

|  | 0.33 % |

|  | 0.1 % |

|  | 2.33 % |

|  | 100.00 % |